# Here Without You
«Here Without You» (в перекладі з англ. — Тут без тебе) — пісня, записана американською рок-групою 3 Doors Down. Вона вийшла в серпні 2003 року як третій сингл альбому Away from the Sun, який досяг п'ятого місця в чарті Billboard Hot 100. Інші пісні групи («Kryptonite» і «When I'm Gone») досягали вищих позицій в чартах. Відтоді альбом «Away from the Sun» став платиновим у Австралії і двічі платиновим у США.
Популярність пісні зросла після початку війни в Іраку. Вона стала гімном для розгорнутих військ, членів їх сімей і мирного населення.

## Зміст пісні
Бред Арнольд стверджує, що головним натхненням для цієї пісні була його тепер вже колишня дружина. Це пісня про те, як довго людина перебуває далеко від когось і зниклих безвісти, а не про те, як давно ви пішли. Це пісня про самотність, яка приходить з чиєюсь відсутністю. У ній співається про стан спокою, який приходить з мріями людини, що нудьгує.

## Трек-лист
Американська версія
1. "Here Without You" (Radio Edit) - 3:57
2. "Here Without You" (Album version) - 3:57

Британська версія
1. "Here Without You" (Album version) - 3:57
2. "The Road I'm On" - 3:59

Британська версія (розширена)
1. "Here Without You" (Album version) - 3:57
2. "Here Without You" (Live) - 4:13
3. "It's Not Me" (Live) - 3:50
4. "Here Without You" (Enhanced Video)

## Виступи в ЗМІ
- WWE використовував пісню в пам'ять про Едді Герреро, коли він помер від серцевого нападу в листопаді 2005 року.
- Пісня з'являється в відеогрі Rock Band 3 як завантажувальний трек.
- Пісня фігурує у фільмі Гол 2: Життя як мрія.
- Пісня також використовувалася в C.S.I.: Місце злочину Нью-Йорк (сезон 7) в епізоді «З якою метою».

## Чартові позиції
| Чарт (2003-2004)                      | Найвища позиція |
| ------------------------------------- | --------------- |
| Australian Singles Chart              | 2               |
| Dutch Singles Chart                   | 12              |
| German Singles Chart                  | 23              |
| New Zealand Singles Chart             | 10              |
| Swiss Singles Chart                   | 61              |
| UK Singles Chart                      | 3               |
| U.S. Billboard Hot 100                | 5               |
| U.S. Billboard Hot Adult Top 40       | 1               |
| U.S. Billboard Mainstream Rock Tracks | 14              |
| U.S. Billboard Modern Rock Tracks     | 23              |

## Сертифікати
| Країна | Сертифікати   |
| ------ | ------------- |
| США    | 2x платиновий |